# Anna Ankarcrona
Viveka Anna Maria Ankarcrona, född 8 augusti 1886 i Rogberga församling i Jönköpings län, död 22 september 1935 i Ronneby, var en svensk konstnär. Hon är kanske mest känd för sina hyllningsadresser och sina textila alster.

## Liv
Anna Ankarcrona var det yngsta barnet till Emil Ankarcrona, disponent vid Husqvarna Gevärsfaktori, och Anna Maria Norström, samt syster till Gustaf och Hugo Ankarcrona. När hennes far dog 1893, flyttade hon tillsammans med sina släktingar först till Jönköping och sedan till Stockholm. Här utbildade hon sig med början 1903 vid Tekniska skolan. Hon fortsatte utbildningen på Högre Konstindustriella Skolan, där hon gick ut 1908 som mönsterritare. Redan från 1908 var hon sysselsatt med att göra hyllningsadresser. Hon träffade Nils Persson Thor och tillsammans med honom fick hon en son, kallad Hans. Eftersom han var gift reste hon till Tyskland för att föda sitt barn 1922. 
Nils Persson Thor och Anna Ankarcrona flyttade samtidigt till Ronneby 1924 och Stensborg där han byggde upp ett behandlingshem för reumatiker. Anna Ankarcrona var reumatiker. Denna sjukdom handikappade henne svårt och till slut tvingade den henne att sluta med så gott som allt konstnärligt arbete. Den 22 september 1935 begick hon självmord i Ronnebyåns vatten. Ankarcrona är begravd på Östra kyrkogården i Jönköping.

## Hyllningsadresser
Anna Ankarcronas adresser är stilmässigt knutna till jugendstilen och den svenska nationalromantiska stilen. De har nästan alla blomstermotiv i ramen med olika personligt anknutna bilder av byggnader, monogram och årtal infogade. På Kungliga Biblioteket finns en liten samling av Ankarkronas hyllningsadresser.

## Utställningar
- 1909 ställde Ankarcrona ut vid Stockholmsutställningen som elev på Tekniska skolan.
- 1914, Baltiska utställningen i Malmö. Anna ställde ut en adress till Carl Albert Weber.
- 1914, Licium på Konstakademin. Textilier.
- 1917, tillsammans med Gustaf och Henric Ankarcrona (som nyligen avlidit). Hon visade nio adresser, ett album, några akvareller och studier.
- 1987/1988 visades en akvarell som Anna målat från Gustafs hem, Bergska gården, på en utställning på Nationalmuseum kallad Hemma i Konsten.
- 1997, en hyllningsadress till kronprins Gustaf vid en utställning med adresser ur Bernadottebibliotekets samlingar.[1]
- 2013, första separatställningen i Leksands kulturhus (8 maj -28 september): Anna Ankarcrona - en konstnärs liv, 1886-1935